# Enercon E-126
Enercon E-126 je vetrna turbina nemškega proizvajalca Enercon z nazivno močjo 7,58 MW. Nekaj let je bila najmočnejša vetrna turbina na svetu, dokler se ni pojavila Vestas V164.  Višina stolpa je 135 metrov, premer rotorja 126 metrov (E-126), celotna višina pa 198 metrov. Sprva je imela nazivno moč 6 MW, potem so leta 2009 povečali moč generatorja na 7,58 MW, v praksi lahko proizvede celo malce več. E-126 uporablja elektroniko in ima možnost stabilizije obremenitve omrežja.
Fundacija tehta 2500 ton, sam stolp 2800 ton, ohišje 128 ton, generator 220 ton in rotor z listi 364 ton.  Prva turbina je bila inštalirana v kraju Emden, Nemčija leta 2007. . Cena enote je 11 milijonov €.
Junija 2012 je bilo 147 turbin operativnih, v izgradnji oziroma naročenih. Od tega jih 35 obratuje.
Septembra 2010, so končali vetrno farmo kraju Estinnes, Belgija.
Največja planirana vetrna farma na svetu švedska Markbygden, naj bi imela 1101 turbin na 500 km² velikem področju. Nazivna kapaciteta bo 4000 MW, letna proizvodnja energija pa 12 THh. Imela bo E-126 7,58 MW in E-101 3.05 MW  vetrne turbine.